# Col du Lunghin
Pour les articles homonymes, voir Lunghin.
Le col du Lunghin est un col de montagne dans le canton des Grisons en Suisse, situé à 2 644 mètres d'altitude. Il s'agit du tripoint hydrographique le plus important de l'Europe continentale (en dehors de la Russie), lieu de rencontre des trois lignes continentales de partage des eaux délimitant les bassins versants de la mer du Nord, de la mer Adriatique et de la mer Noire. Lunghin serait issu du nom de famille italien Longhini.

## Géographie

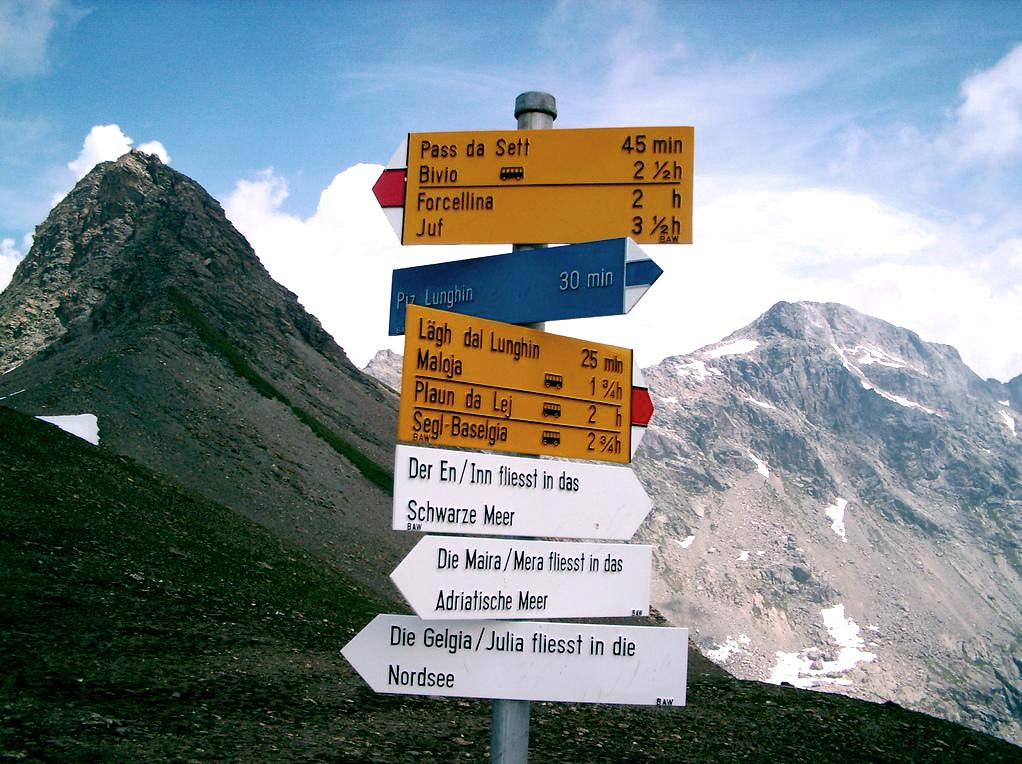
Panneau indiquant le point triple Inn-Mera-Julia.

Le col est situé dans les contreforts sud de la chaîne de l'Albula, un massif des Alpes rhétiques, sur le versant nord-ouest du piz Lunghin et à l'ouest du lac de Sils. Il relie la Haute-Engadine au col du Septimer constituant la limite entre les communes de Bregaglia et Surses. Plusieurs sentiers de randonnée mènent vers les villages de Bivio, Casaccia, Sils Baselgia et Maloja.
Sur le versant est, au lac de Lunghin, l'Inn (En), l'un des principaux affluents du Danube, prend sa source. Sur le versant ouest, les eaux coulent dans la Mera, un sous-affluent du Pô par l'Adda. Au nord-ouest, au pied d'éboulis, prend sa source un torrent, l'Eva dal Lunghin, appartenant au bassin versant de la Julia et du Rhin. Ainsi, à une centaine de mètres au nord de ce col se rencontrent les lignes de partage des eaux entre la mer du Nord, la mer Noire et la mer Méditerranée.